# (21550) Laviolette
(21550) Laviolette (1998 QS44) – planetoida z pasa głównego asteroid okrążająca Słońce w ciągu 4,6 lat w średniej odległości 2,76 j.a. Odkryta 17 sierpnia 1998 roku.